# Granite Island (Michigan)
Pour les articles homonymes, voir Granite Island.
Granite Island est une petite île du lac Supérieur, située à environ 12 milles (19 km) au nord-ouest de Marquette dans la péninsule supérieure du Michigan. Le phare de Granite Island, également connu sous le nom de Granite Island Light Station, l'un des plus anciens phares survivants sur le lac Supérieur, est érigé à son sommet.
L'île est une roche granitique qui s'élève presque perpendiculairement à 18 m au-dessus de la surface du lac Supérieur, entourée d'eau profonde. Les Amérindiens appelaient l'île Na-Be-Quon.  Cela signifiait apparemment quelque chose comme «navire». Ils ont appelé un bateau à vapeur un nabequon ishcoda  qui a été grossièrement traduit par «navire d'incendie».
L'aplatissement du sommet de l'île a fourni les matériaux pour la fondation du phare historique qui a nécessité un dynamitage. Bien que l'île soit une propriété privée, une aide automatisée à la navigation sur une tour en acier est maintenue par la Garde côtière américaine. Une station relais Internet exploitée par l'université du Nord du Michigan pour fournir des cours en temps réel en direct dans la zone rurale de Big Bay, Michigan (en) et son système scolaire y est aussi présente. L'énergie sur l'île est télécommandée toute l'année et se compose de panneaux solaires, d'éoliennes avec des générateurs de propane de secours.
Les propriétaires de l'île ont fait don d'une station de recherche météorologique sophistiquée. Cette station est aussi exploitée par l'Université de Northern Michigan et les données sont mises à la disposition du National Weather Service pour aider à la prévision de la côte proche et pour étudier les effets d'évaporation sur la montée et la chute des niveaux d'eau dans les Grands Lacs.